# دانييل نانسكوغ
دانييل نانسكوغ (بالسويدية: Daniel Nannskog)‏ (22 مايو 1974 السويد - ) هو لاعب كرة قدم سويدي، يلعب كمهاجم.

## وصلات خارجية
- دانييل نانسكوغ على موقع IMDb (الإنجليزية)

دانييل نانسكوغ على موقع اتحاد السويد (السويدية)
- دانييل نانسكوغ على موقع قاعدة بيانات كرة القدم.إي يو (الإنجليزية)
- دانييل نانسكوغ على موقع ناشيونال فوتبول تيمز (الإنجليزية)
- دانييل نانسكوغ على موقع Soccerway.com (الإنجليزية)
- دانييل نانسكوغ على موقع عالم كرة القدم.نت (الإنجليزية)